# Heteroteuthidinae
Heteroteuthidinae zijn een onderfamilie van weekdieren uit de klasse der inktvissen (Cephalopoda). 

## Geslachten
- Amphorateuthis Young, Vecchione & Roper, 2007
- Heteroteuthis Gray, 1849
- Iridoteuthis Naef, 1912
- Nectoteuthis Verrill, 1883
- Sepiolina Naef, 1912
- Stoloteuthis Verrill, 1881